# U-Bahnhof Prosek

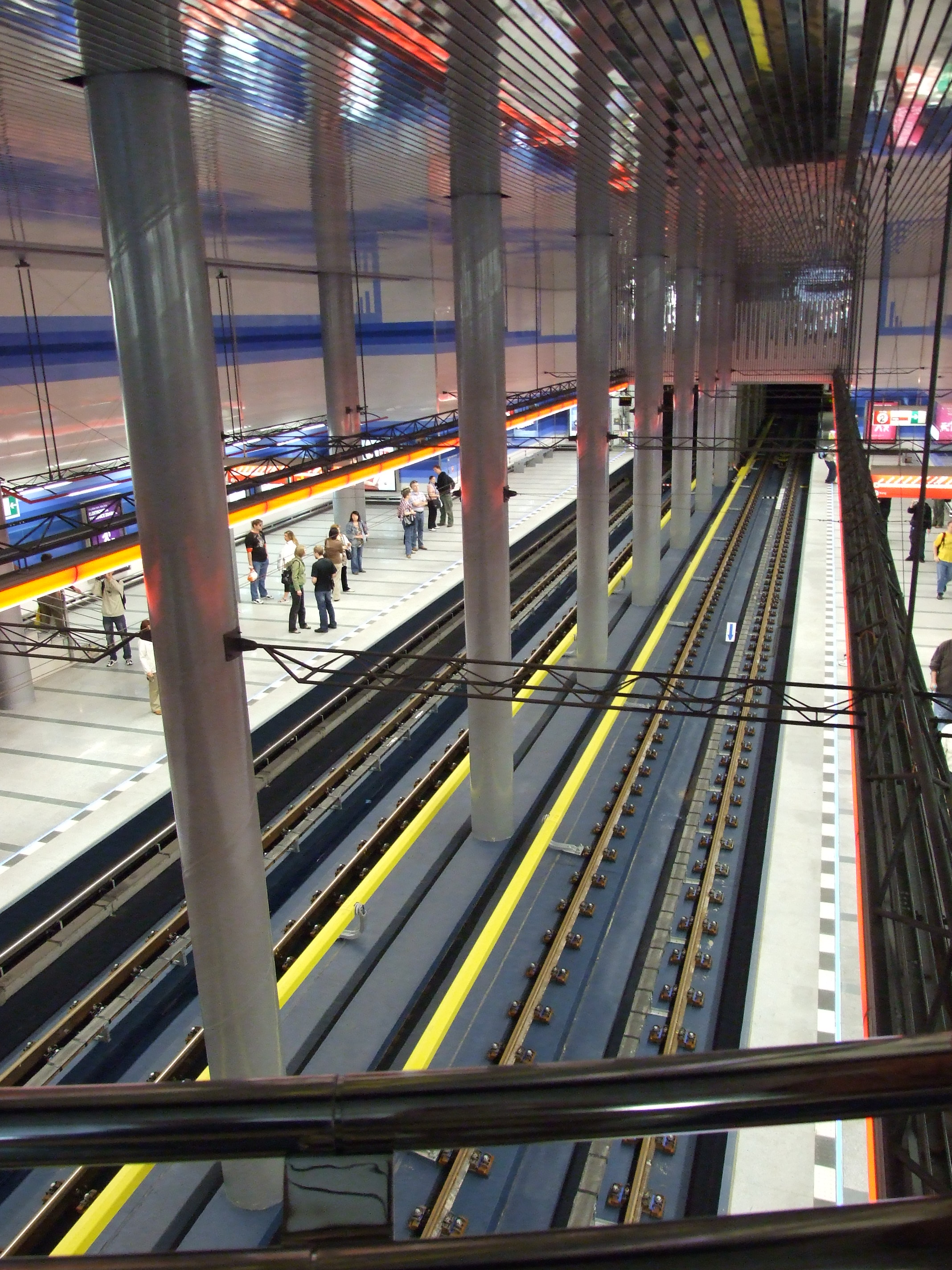
Halle mit Seitenbahnsteigen

Prosek ist ein U-Bahnhof der Prager Metrolinie C im gleichnamigen Stadtteil des 9. Bezirks. Er befindet sich zwischen der nördlichen Endstation Letňany und der Station Střížkov.
Die Station Prosek wurde am 8. Mai 2008 im Zuge der Verlängerung der Linie C bis Letňany eröffnet. Die beiden Seitenbahnsteige liegen 13 Meter unter der Oberfläche. Die Decke der Halle wird von zwischen den Gleisen stehenden Säulen gestützt. Das Vestibül ist über fünf Zugänge von den Straßen Vysočanská und Prosecká erreichbar. Über Personenaufzüge ist der Bahnsteig barrierefrei zugänglich. Es bestehen Umsteigemöglichkeiten zu städtischen Omnibuslinien.